# Surry (Maine)
Surry es un pueblo ubicado en el condado de Hancock en el estado estadounidense de Maine. En el Censo de 2010 tenía una población de 1.466 habitantes y una densidad poblacional de 11,07 personas por km².

## Geografía
Surry se encuentra ubicado en las coordenadas 44°28′3″N 68°30′12″O / 44.46750, -68.50333. Según la Oficina del Censo de los Estados Unidos, Surry tiene una superficie total de 132.42 km², de la cual 95.76 km² corresponden a tierra firme y (27.69%) 36.66 km² es agua.

## Demografía
Según el censo de 2010, había 1.466 personas residiendo en Surry. La densidad de población era de 11,07 hab./km². De los 1.466 habitantes, Surry estaba compuesto por el 97.34% blancos, el 0.2% eran afroamericanos, el 0.48% eran amerindios, el 0.75% eran asiáticos, el 0% eran isleños del Pacífico, el 0.14% eran de otras razas y el 1.09% pertenecían a dos o más razas. Del total de la población el 0.68% eran hispanos o latinos de cualquier raza.